# بني صليح (خولان)

تعديل مصدري - تعديل

بني صليح هي إحدى قرى عزلة الاعروش بمديرية خولان التابعة لمحافظة صنعاء، بلغ تعداد سكانها 278 نسمة حسب تعداد اليمن لعام 2004.